# دوغلاس فرنسيس مكارثر
دوغلاس فرنسيس مكارثر هو سياسي كندي، ولد في 21 يونيو 1943 في Watrous, Saskatchewan ‏ في كندا. نشط حزبياً في Saskatchewan New Democratic Party ‏. وقد انتخب عضو المجلس التشريعي في ساسكاتشوان ‏.